# Азербайджано-ганские отношения
Азербайджано-ганские отношения — двусторонние отношения между Азербайджанской Республикой и Республикой Гана в политической, экономической, культурной и иных сферах.

## Дипломатические отношения
Дипломатические отношения между Ганой и Азербайджаном установлены 11 сентября 1992 года.
4-6 апреля 2018 года министр иностранных дел и региональной интеграции Ганы Ширли Айоркор Ботчвей приняла участие в проводившейся в Баку конференции министров стран Движения неприсоединения.
25 сентября 2018 года в рамках 73 сессии Генеральной Ассамблеи ООН министр иностранных дел Азербайджана Эльмар Мамедъяров провёл двустороннюю встречу с Ширли Айоркор Ботчвей.
1-3 мая 2019 года министр иностранных дел и региональной интеграции Ганы Ширли Айоркор Ботчвей приняла участие в V Всемирном Форуме Межкультурного Диалога в Баку.
23-26 октября 2019 года президент Ганы Нана Акуфо-Аддо принял участие в проводившемся в Баку 18 саммите Движения неприсоединения.

## В области экономики

### Товарооборот (тыс. долл)
| Год  | Экспорт Азербайджана | Импорт Азербайджана | Сумма товарооборота |
| ---- | -------------------- | ------------------- | ------------------- |
| 2020 | 23,32                | 0,11                | 23,43               |
| 2021 | 146,53               | 23,6                | 170,13              |
| 2022 | 37,93                | 16,86               | 54,79               |

## В области образования
10 студентов из Ганы получают образование в ВУЗах Азербайджана в рамках гранта Движения неприсоединения.